# 岡山県道412号福井美作大崎停車場線
岡山県道412号福井美作大崎停車場線（おかやまけんどう412ごう ふくいみまさかおおさきていしゃじょうせん）は、岡山県津山市を通る一般県道である。
岡山県津山市福井を起点・同市内の福力を終点とする単一自治体内で完結している路線である。

## 概要
津山市福井とJR西日本姫新線 美作大崎駅を結ぶ

### 路線データ
- 起点：津山市福井（岡山県道415号工門勝央線交点）
- 終点：津山市福力（JR西日本姫新線 美作大崎駅前）
- 総延長：2.2 km

## 歴史
- 1972年（昭和47年）
  - 3月21日 - 岡山県告示第263号により認定される。
  - 秋頃 - 現行の県道番号に変更される。

## 路線状況

### 道路施設

#### 橋梁
- 森尾橋（広戸川、津山市）
- 神宮橋（広戸川、津山市）
- 境橋（広戸川、津山市）
- 竹光橋（広戸川、津山市）
- 福力橋（広戸川、津山市）

## 地理

### 通過する自治体
- 津山市

### 交差する道路
| 交差する道路            | 交差する場所 | 交差する場所 |
| ----------------------- | ------------ | ------------ |
| 岡山県道415号工門勝央線 | 福井         | 起点         |

### 交差する鉄道
- 姫新線

### 沿線
- JR西日本姫新線 美作大崎駅